# Qatar ved OL
Qatar deltog første gang i olympiske lege under Sommer-OL 1984 i Los Angeles, og har siden deltaget i samtlige efterfølgende sommerlege. Qatar har aldrig deltaget i vinterlege.

## Medaljeoversigt
| Qatars medaljer under de olympiske sommerlege | Qatars medaljer under de olympiske sommerlege | Qatars medaljer under de olympiske sommerlege | Qatars medaljer under de olympiske sommerlege | Qatars medaljer under de olympiske sommerlege | Qatars medaljer under de olympiske sommerlege |
| --------------------------------------------- | --------------------------------------------- | --------------------------------------------- | --------------------------------------------- | --------------------------------------------- | --------------------------------------------- |
| Lege                                          | Guld                                          | Sølv                                          | Bronze                                        | Totalt                                        | Rang                                          |
| 1984 Los Angeles                              | 0                                             | 0                                             | 0                                             | 0                                             | –                                             |
| 1988 Seoul                                    | 0                                             | 0                                             | 0                                             | 0                                             | –                                             |
| 1992 Barcelona                                | 0                                             | 0                                             | 1                                             | 1                                             | 54                                            |
| 1996 Atlanta                                  | 0                                             | 0                                             | 0                                             | 0                                             | –                                             |
| 2000 Sydney                                   | 0                                             | 0                                             | 1                                             | 1                                             | 71                                            |
| 2004 Athen                                    | 0                                             | 0                                             | 0                                             | 0                                             | –                                             |
| 2008 Beijing                                  | 0                                             | 0                                             | 0                                             | 0                                             | –                                             |
| 2012 London                                   | 0                                             | 0                                             | 2                                             | 2                                             | 75                                            |
| 2016 Rio de Janeiro                           | 0                                             | 1                                             | 0                                             | 1                                             | 69                                            |
| 2020 Tokyo                                    | 2                                             | 0                                             | 1                                             | 3                                             | 41                                            |
| Totalt                                        | 2                                             | 1                                             | 5                                             | 8                                             |                                               |